# 瑞彦·迷嘉尔
瑞彦·迷嘉尔（MIKHAÉL，1995年8月4日—），跨国流行音乐歌手，作曲家。2014年与韩国歌星尼坤合作电视剧《一又二分之一的夏天》并演唱该剧主题歌曲《同一片星空》。2015年为好莱坞大片《007：幽灵党》演唱华语地区主题歌曲《爱如恒星》。

## 早年经历
瑞彦•迷嘉尔于1995年8月4日出生在美国加州，父亲为欧裔美国人，母亲瑞彦•莫妮卡为华裔墨西哥人、家里有三个弟弟。迷嘉尔5岁时就受到美国婴儿食品品牌嘉宝的邀请拍新产品广告，但因其父母更注重让迷嘉尔享受童年的时光而拒绝。少年的从12岁开始就参演当地的许多音乐剧表演，均为百老汇剧目。
2007年，迷嘉尔收到美国加州UCLA大学的录取通知。但因为对中国文化氛围的憧憬，和对中国流行元素的热爱，迷嘉尔决定放弃UCLA的录取，并来到中国开始学习中文；2009年成为第一位参加中国传媒大学播音系面试的中外混血，他语言能力让他得到了传媒大学播音系院长等老师的肯定，从而考入中国传媒大学的播音主持艺术本科专业。 迷嘉尔精通英文、中文、日文、西班牙语、德语5种语言，并会使用韩语、粤语、泰语完成基本交流，并进行创作及演唱。

## 演绎经历
2010年，瑞彦•迷嘉尔被邀请到加拿大多伦多，参加多伦多大学主办的“第5届多伦多大学中国论坛”，以文化大使的身份发表主题演讲。在加拿大发行的两份香港报纸《星岛日报》及《明报》，在周日特刊中刊登了迷嘉尔的整页专访。
2010年，迷嘉尔在美国洛杉矶参加了《快乐男声》海外唱区（当时使用曾起用的汉化名“赵恩世”参赛）的比赛，并成为了北美唱区第一名。在参加《快乐男声》的时候，迷嘉尔获得了汪涵、何炅和湖南台首席造型师罗红涛等人的好评。与此同时，2010年夏天迷嘉尔参加了湖南卫视的娱乐节目《天天向上》的录制，一夜之间在湖南卫视爆红。
2011年，迷嘉尔抵达韩国参加SBS电视台人气栏目《K-Pop Star》的录制。迷嘉尔当时在栏目中受到了BoA宝儿、JYP朴振英和Miss A孟佳的好评。那期节目作为《K-Pop Star》的首季度的第一期，在韩国引发了极高的关注度，收视率爆破了韩国收视率的19.5%，让迷嘉尔至今在韩持有很高的品牌辨识度。
2011年，迷嘉尔受邀参演湖南卫视《龙年春晚》，同湖南歌手刘一祯同台。
2012年，迷嘉尔宣布计划将用三年的时间，走遍各地采风，制作专属自己的专辑。
2014年，迷嘉尔与韩国偶像2PM组合成员尼坤Nichkhun合作了CJ娱乐拍摄的中韩合拍电视剧《一又二分之一的夏天》，在剧中为尼坤配音。
2015年，迷嘉尔为好莱坞大片《007：幽灵党》演唱华语地区主题歌曲《爱如恒星》。
2015年，受邀请抵达泰国曼谷与泰国正大管理学院（Panyapiwat Institute of Management）的学生进行见面会。